# 太牢
太牢为中国古代祭祀使用的犧牲——六牲的最高规格，一般是指全牛一隻，清代以後指牛肉、羊肉、豬肉。古時只有天子可以使用，主要用于祭天。
- 太指的是大。
- 牢之意是指在祭祀之前将牲畜圈养起来，有牢困的意思，[2]故「大牢」或「太牢」亦可為「牛」的代稱。

## 定义
据《礼记》记载：周朝太牢最早只能是天子祭祀時使用，但春秋时期，因天子勢弱，諸侯勢強，一些诸侯也越制使用。
太牢一般是指一只活全牛，而少牢则是大夫祭祀所用，一般是指活全羊，而士绅只能使用馈食，也就是用一头活全猪。
一般来说使用太牢的情况只有在天子祭祀上帝、配帝、五帝、日月时才能使用，可见其规格之高。
《礼记》中对于祭祀用的器皿，亦根據祭祀者的身分給予详细的规定，不得越制，例如：周天子可以使用九鼎八簋九俎二十六豆，诸侯七鼎六簋七俎十六豆，大夫五鼎四簋五俎八或六豆，士三鼎二簋三俎，而一般百姓则严禁用鼎。所以春秋时期孔子周游列国时看到有的诸侯使用九鼎，有些大夫使用七鼎，便感叹说：“礼崩乐坏”。

## 变化
从西汉到明朝，太牢一般都是指一头活全牛，清代对祭品等级进行了进一步的划分，将太牢定为第三等规格，用牛、羊、猪三种肉来代表，无需全牲。清朝的祭祀分等为：犊，特，太牢，少牢原来的太牢用犊代替，少牢用特代替。并定犊为一活牛，特为活羊、活猪各一。而在祭祀五帝时依然沿用《周礼》用犊祭祀，即活全牛。

## 意义
一般来说太牢都是以肉食为主，也体现了中华民族的饮食文化，作为一个社会的发展祭祀的作用尤为重大，其中更以祭天为重中之重。而将最珍贵的肉食献祭给上天，也体现了古代人民对鬼神的尊敬。